# Siriella norvegica
Siriella norvegica är en kräftdjursart som beskrevs av Georg Ossian Sars 1869. Siriella norvegica ingår i släktet Siriella och familjen Mysidae. Arten är reproducerande i Sverige. Inga underarter finns listade i Catalogue of Life.